# Ecodonia tchrinaria
Ecodonia tchrinaria là một loài bướm đêm trong họ Geometridae.